# Lutzomyia wirthi
Lutzomyia wirthi är en tvåvingeart som först beskrevs av Vargas L., Díaz Nájera A. 1951.  Lutzomyia wirthi ingår i släktet Lutzomyia och familjen fjärilsmyggor. Inga underarter finns listade i Catalogue of Life.